# Världsmästerskapen i bordtennis 2013
Världsmästerskapen i bordtennis 2013 avgjordes i Paris den 13-20 maj 2013.
Doha, en av de enda två kandidatstäder, drog tillbaka sitt bud sedan Qatar Table Tennis Association visste att Paris ville markera 10-årsjubileet av världsmästerskapen 2003. Beslutet tillkännagavs av ITTF i maj 2010, och mästerskapen blir den 52:a upplagan av tävlingen.

## Tävlingar
| Disciplin               | Guld                               | Silver                          | Brons                            |
| Herrsingel Detaljer...  | Zhang Jike                         | Wang Hao                        | Xu Xin                           |
| Herrsingel Detaljer...  | Zhang Jike                         | Wang Hao                        | Ma Long                          |
| Damsingel Detaljer...   | Li Xiaoxia                         | Liu Shiwen                      | Ding Ning                        |
| Damsingel Detaljer...   | Li Xiaoxia                         | Liu Shiwen                      | Zhu Yuling                       |
| Herrdubbel Detaljer...  | Chen Chien-an och Chuang Chih-yuan | Hao Shuai och Ma Lin            | Seiya Kishikawa och Jun Mizutani |
| Herrdubbel Detaljer...  | Chen Chien-an och Chuang Chih-yuan | Hao Shuai och Ma Lin            | Wang Liqin och Zhou Yu           |
| Damdubbel Detaljer...   | Guo Yue och Li Xiaoxia             | Ding Ning och Liu Shiwen        | Feng Tianwei och Yu Mengyu       |
| Damdubbel Detaljer...   | Guo Yue och Li Xiaoxia             | Ding Ning och Liu Shiwen        | Chen Meng och Zhu Yuling         |
| Mixeddubbel Detaljer... | Kim Hyok-Bong och Kim Jong         | Lee Sang-Su och Park Young-Sook | Wang Liqin och Rao Jingwen       |
| Mixeddubbel Detaljer... | Kim Hyok-Bong och Kim Jong         | Lee Sang-Su och Park Young-Sook | Cheung Yuk och Jiang Huajun      |

## Medaljligan
| Pl.   | Nation           | Guld | Silver | Brons | Totalt |
| ----- | ---------------- | ---- | ------ | ----- | ------ |
| 1     | Kina             | 3    | 4      | 7     | 14     |
| 2     | Kinesiska Taipei | 1    | 0      | 0     | 1      |
| 2     | Nordkorea        | 1    | 0      | 0     | 1      |
| 4     | Sydkorea         | 0    | 1      | 0     | 1      |
| 5     | Hongkong         | 0    | 0      | 1     | 1      |
| 5     | Japan            | 0    | 0      | 1     | 1      |
| 5     | Singapore        | 0    | 0      | 1     | 1      |
| Total | Total            | 5    | 5      | 10    | 20     |

### Fotnoter
1. ↑  ”Press Release: Destination Paris, World Championships 2013”. ittf.com. 27 maj 2010. Arkiverad från originalet den 24 december 2013. https://web.archive.org/web/20131224152112/http://www.ittf.com/_front_page/ittf_full_story.asp?ID=21173. Läst 7 april 2012.
2. ↑  ”ITTF calendar”. ittf.com. Arkiverad från originalet den 16 juni 2011. https://web.archive.org/web/20110616210319/http://www.ittf.com/_front_page/ittf2.asp?category=calendar. Läst 7 april 2012.
3. ↑  ”Paris to host 2013 world team table tennis championships: ITTF”. Xinhua. 27 maj 2010. http://news.xinhuanet.com/english2010/sports/2010-05/27/c_13317989.htm. Läst 7 april 2012.